# هالستيد س. فولر
هالستيد س. فولر (بالإنجليزية: Halstead C. Fowler)‏ هو ضابط أمريكي، ولد في 19 أبريل 1889 في بروكلين في الولايات المتحدة، وتوفي في 7 سبتمبر 1950.